# NBA G-League Ignite
Az NBA G-League Ignite kosárlabdacsapat, amely az NBA G-League tulajdonában volt és fiatal játékosok fejlődésére alapították. A csapat otthona Walnut Creek, Kalifornia, majd Henderson, Nevada volt és a G-League hagyományos mérkőzésein kívül játszott mérkőzéseket egy egy éves programként az NBA-be vágyakozó fiatal játékosoknak.
Az Ignite-ot 2020. április 16-án hozták létre és az egyetemi kosárlabda helyett egy újabb út volt az NBA-be. Majd azt követően, hogy játékosok már egyetemen is kaphattak pénzt a játékukért, az NBA feleslegesnek tartotta a csapat működtetését és a 2023–2024-es szezon végén megszűntette azt.

## Történet
Az NBA G-League 2008 óta egy opció volt középiskolás játékosoknak, hogy bejussanak az NBA-be. 2018. október 18-án a G-Legaue bemutatta a Select Contract elnevezésű szerződést, amelyet 125,000 dollár értékben fiatal játékosoknak lehetett adni a 2019–2020-as szezontól kezdve. A 2019-es osztályban senki nem írt alá ilyen szerződést.
2020. április 16-án a G-Legaue bejelentett egy egyéves programot, amely segíteni fog fiatal játékosoknak eljutni az NBA-be a G-League hagyományos mérkőzésein kívül játszott 10-12 mérkőzéssel.
Ugyanezen a napon Jalen Green, 2020 egyik legjobb játékosa bejelentette, hogy az NBA G-League Ignite játékosa lesz, 500,000 dolláros szerződéssel. Greenhez nem sokkal később csatlakozott Isaiah Todd és Daishen Nix, illetve a Fülöp-szigeteki Kai Sotto. 2020. június 9-én egy korábbi NBA-játékos, Brian Shaw lett a csapat vezetőedzője. Július 16-án Jonathan Kuminga, a 2021-es középiskolai osztály legjobb játékosa visszalépett a 2020-as osztályba és aláírt az Ignite csapatával. A csapat nevét szeptember 2-án jelentették be. November 12-én az Ignite szerződtetett veterán játékosokat, mint Brandon Ashley, Bobby Brown, Cody Demps, Reggie Hearn és Amir Johnson.
Az Ignite a 2020–2021-es szezonban 15 mérkőzést játszott le az orlandói buboréktornán, amelyen a liga 11 csapata nem vett részt.
2024. március 21-én az NBA bejelentette, hogy megszünteti a csapatot a szezon végén.

## Játékosok

### Utolsó játékoskeret
A csapat utolsó játékoskerete, 2024-es megszűnése előtt.

## Szezononként
| Szezon      | Csoport     | Alapszakasz | Alapszakasz | Alapszakasz | Alapszakasz | Rájátszásban                                   |
| Szezon      | Csoport     | Hely        | Gy          | V           | %           | Rájátszásban                                   |
| ----------- | ----------- | ----------- | ----------- | ----------- | ----------- | ---------------------------------------------- |
| 2020–2021   | —           | 8.          | 8           | 7           | .533        | Negyeddöntőt elvesztette (Raptors 905) 102–127 |
| 2021–2022   | Nyugat      | 4.          | 6           | 6           | .500        | Nem jutott be                                  |
| 2022–2023   | Nyugat      | 11.         | 11          | 21          | .344        | Nem jutott be                                  |
| Alapszakasz | Alapszakasz | Alapszakasz | 25          | 34          | .424        |                                                |
| Rájátszás   | Rájátszás   | Rájátszás   | 0           | 1           | .000        |                                                |

## NBA-játékosok
Azon Ignite-játékosok, akiket kiválasztottak az NBA-draftokon.
| Draft           | Játékos          | Nemzetiség       | Választás              | Csapat                |
| --------------- | ---------------- | ---------------- | ---------------------- | --------------------- |
| 2021            | Jalen Green      | Egyesült Államok | 2                      | Houston Rockets       |
| 2021            | Jonathan Kuminga | DR Kongó         | 7                      | Golden State Warriors |
| 2021            | Isaiah Todd      | Egyesült Államok | 31                     | Milwaukee Bucks       |
| 2022            | Dyson Daniels    | Ausztrália       | 8                      | New Orleans Pelicans  |
| 2022            | MarJon Beauchamp | Egyesült Államok | 24                     | Milwaukee Bucks       |
| 2022            | Jaden Hardy      | Egyesült Államok | 37                     | Dallas Mavericks      |
| 2023            |                  |                  |                        |                       |
| Scoot Henderson | Egyesült Államok | 3                | Portland Trail Blazers |                       |
| Leonard Miller  | Kanada           | 33               | San Antonio Spurs      |                       |
| Sidy Cissoko    | Franciaország    | 44               | San Antonio Spurs      |                       |
| Mojave King     | Új-Zéland        | 47               | Los Angeles Lakers     |                       |